# Panni (motorfiets)
Panni is een historisch Hongaars merk van scooters.
De bedrijfsnaam was: Csepel Stahl- und Metallwerke, Boedapest.
Uit het Hongaarse merk Csepel ontstond het merk Pannonia. De merknaam Panni werd van 1959 tot 1962 gebruikt voor de scooters met 48cc-tweetaktmotor die daar naast motorfietsen geproduceerd werden.